# Cornaci
Cornaciul reprezintă oricare dintre cele trei existente specii din genul Trapa: Trapa natans, T. bicornis și pe cale de dispariție Trapa rossica. Este, de asemenea, cunoscut sub numele de castan de apă sau ciulin de baltă. În India se numește singada.
Aceste specii sunt plante acvatice plutitoare, care cresc în apă curgătoare lentă până la 5 m adâncime, originare din zone temperate calde din Eurasia și Africa. Ele poartă fructe ornamentale, care, în cazul lui T. bicornis, seamănă cu capul unui taur sau cu silueta unui liliac care zboară. Fiecare fruct conține o singură sămânță foarte mare. T. natans și T. bicornis au fost cultivate în China și pe subcontinentul Indian pentru semințele comestibile timp de peste 3.000 de ani.

## Etimologie
Numele generic Trapa este derivat din cuvântul latin „ciulin”, calcitrappa, precum și un alt nume comun pentru ciulinul de apă.
Numele chinezesc este língjiǎo (菱角). Fructele sunt numite adesea nuci ling de către vorbitorii de limba engleză.
În India, planta are diferite nume regionale, cum ar fi singhada (Hindi: सिंघाडा), pani-phal (Hindi: पानीफल, Urdu: سنگھارا), shingoda (Gujarati: શિંગોડા), heikrak (Manipur). Numele bengalez al fructului este paniphal (পানিফল), singda (সিংড়া) sau singara (সিঙ্গারা).
Numele japonez al plantei este hishi, un cuvânt care înseamnă „în formă de diamant sau de romb”.

## Fosile
Genul are un istoric bogat de fosile, cu numeroase specii distincte. S-au găsit semințe fosilizate în straturile din era neozoică începând din eocen în întreaga Europa, China și America de Nord (deși genul a dispărut în America de Nord anterior pleistocenului).  Cele mai vechi fosile cunoscute atribuite genului, totuși, sunt ale unor frunze din Alaska cretacică, se referă la specia T. borealis.

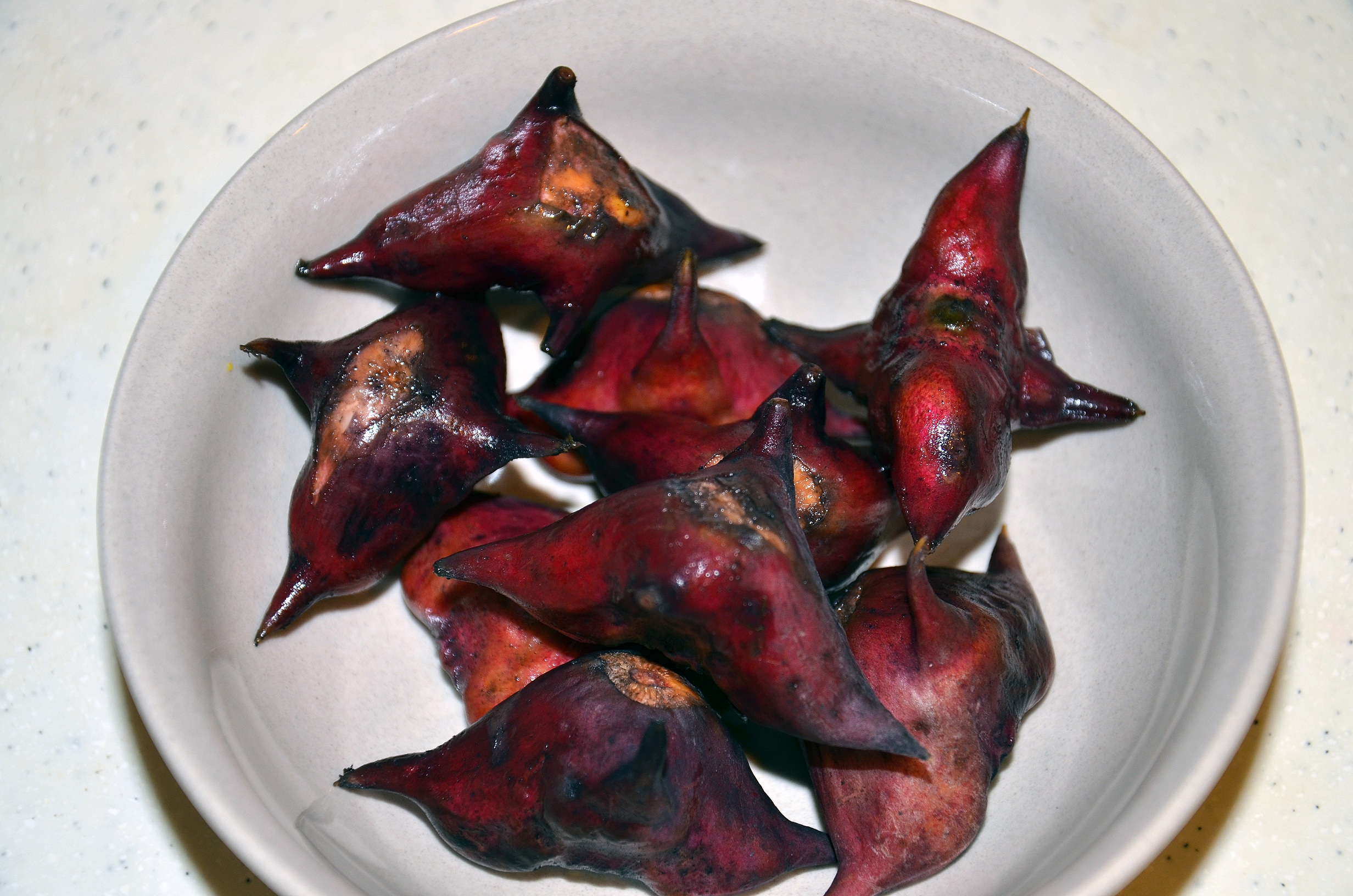
Semințe de cornaci (T. natans)

## Istoric

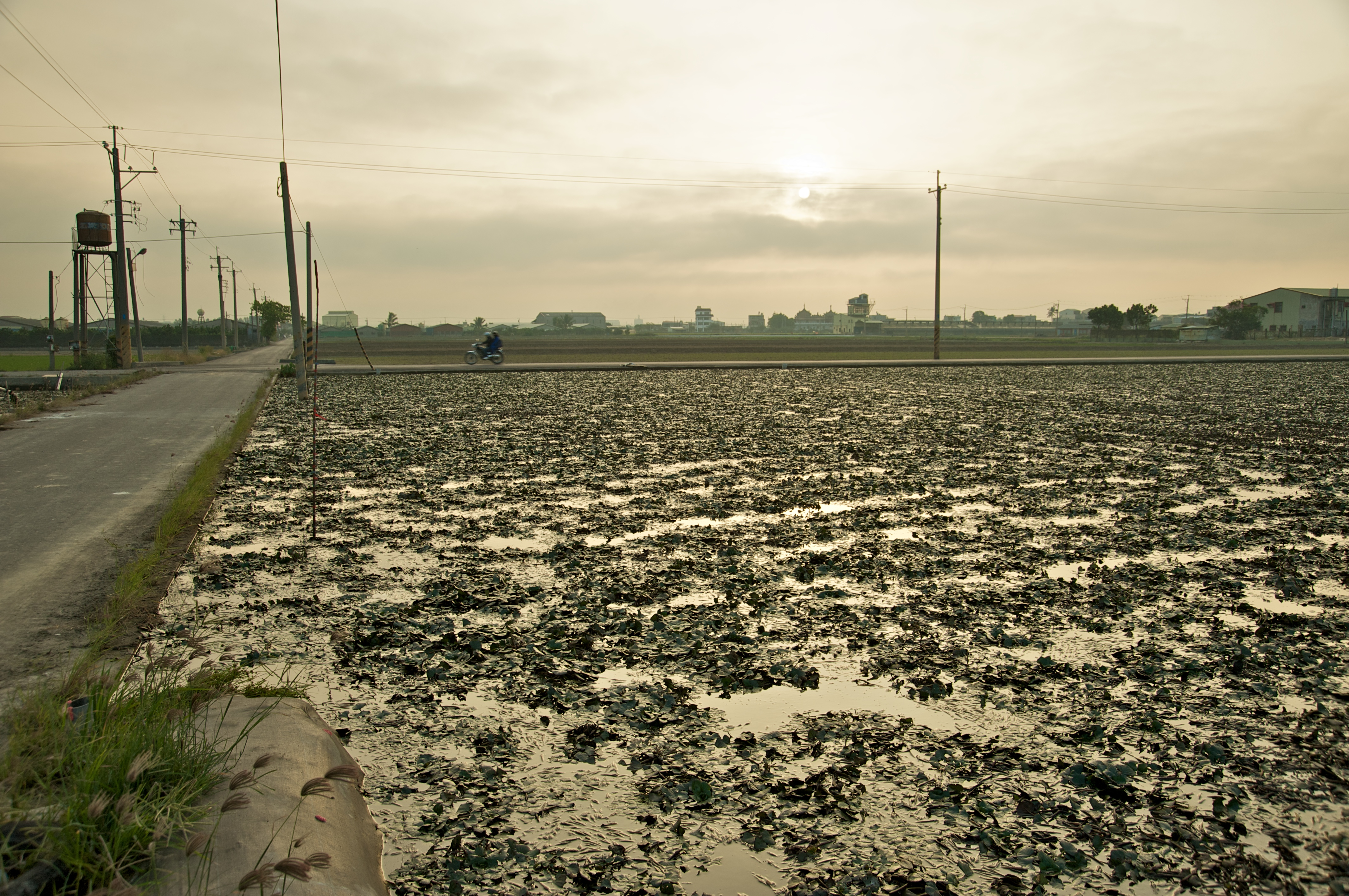
Câmp cu cornaci în Tainan City

Investigațiile materialului arheologic din sudul Germaniei indică faptul că populația preistorică din regiunea respectivă s-ar fi putut baza semnificativ pe castanele de apă pentru a-și suplimenta dieta normală și, în perioadele în care culturile cerealelor erau reduse, castanele de apă au fost poate chiar principala componentă alimentară. Astăzi, castanii de baltă sunt atât de rari în Germania, încât sunt considerați pe cale de dispariție.
În piețele din întreaga Europa se puteau cumpăra castane de apă până în 1880. În nordul Italiei, castanele se vindeau gata prăjite, precum castanele dulci (Castanea sativa) care sunt încă vândute și astăzi. În multe părți ale Europei, castanele de apă au fost cunoscute și utilizate în alimentația umană, până la începutul secolului al XX-lea. Astăzi, însă, este o plantă rară. Există mai multe motive pentru dispariția sa aproape completă, cum ar fi fluctuațiile climatice, schimbările în conținutul de nutrienți al apelor și drenajul multor zone umede, iazuri și lacuri.
Această specie a fost declarată specie invazivă din Vermont până în Virginia. Ea este clasificată, de asemenea, ca buruiană nocivă în statele Florida, Carolina de Nord și Washington.
În Australia, mai precis în statul New South Wales, cornacul a fost declarat o buruiană dăunătoare.